# United Airlines-vlucht 811
United Airlines-vlucht 811 was een vlucht van Honolulu naar Sydney op 24 februari 1989. Tijdens de vlucht werd vlak na het opstijgen vanaf Honolulu International Airport faalde een vrachtdeur aan de rechtervoorzijde van de romp waardoor er een explosieve decompressie in het vliegtuig ontstond en een gat in de romp werd geslagen. Door het ongeval kwamen 9 mensen om het leven. Het vliegtuig landde uiteindelijk zonder verdere problemen.

## Ongeluk
United Airlines-vlucht 811, een Boeing 747-122 (registratienummer N4713U), steeg op 24 februari 1989 vanaf Honolulu International Airport op, om vanaf daar te vliegen naar Sydney, met een tussenlanding in Nieuw-Zeeland. Aan boord waren 3 piloten, 15 leden van het cabinepersoneel en 337 passagiers.
Terwijl het vliegtuig klom naar 6.700 m klonk er opeens een luide knal. Deze was het gevolg van het ongewenst openen (en afscheuren) van de vrachtdeur aan de rechter voorkant van het vliegtuig. Door het grote luchtdrukverschil binnen en buiten het vliegtuig ontstond een explosieve decompressie. Er was een gat ontstaan in de romp waardoor 9 passagiers uit de businessclass naar buiten werden gezogen. Het vliegtuig kon uiteindelijk zonder verdere problemen landen.

## Zie ook

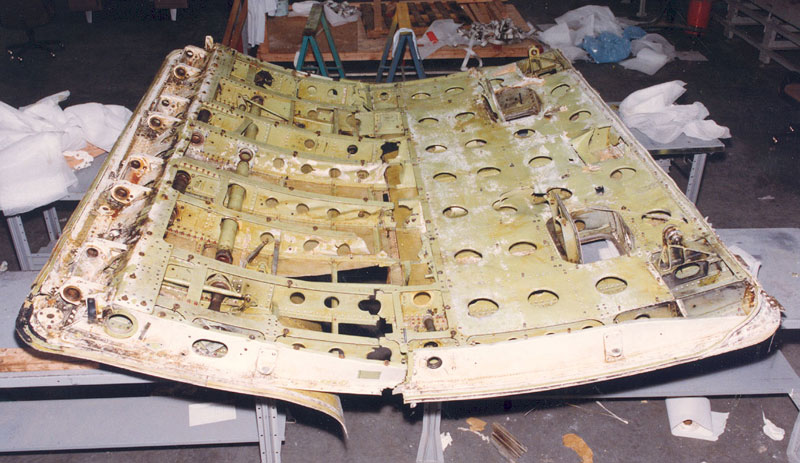
De betreffende vrachtdeur van de Boeing 747, opgevist uit zee